# The Hague Open
The Hague Open – turniej tenisowy mężczyzn z cyklu ATP Challenger Tour rozgrywany w latach 1993–2018 na nawierzchni ceglanej w holenderskim Scheveningen.

## Mecze finałowe

### Gra pojedyncza
| Rok  | Zwycięzca              | Finalista          | Wynik                  |
| 2018 | Thiemo de Bakker       | Yannick Maden      | 6:2, 6:1               |
| 2017 | Guillermo García-López | Ruben Bemelmans    | 6:1, 6:7(3), 6:2       |
| 2016 | Robin Haase            | Adam Pavlásek      | 6:4, 6:7(9), 6:2       |
| 2015 | Nikoloz Basilaszwili   | Andriej Kuzniecow  | 6:7(3), 7:6(4), 6:3    |
| 2014 | David Goffin           | Andreas Beck       | 6:3, 6:2               |
| 2013 | Jesse Huta Galung      | Robin Haase        | 6:3, 6:7(2), 6:4       |
| 2012 | Jerzy Janowicz         | Matwé Middelkoop   | 6:2, 6:2               |
| 2011 | Steve Darcis           | Marsel İlhan       | 6:3, 4:6, 6:2          |
| 2010 | Denis Gremelmayr       | Thomas Schoorel    | 7:5, 6:4               |
| 2009 | Kristof Vliegen        | Albert Montañés    | 4:2 krecz              |
| 2008 | Jesse Huta Galung      | Diego Hartfield    | 6:3, 6:4               |
| 2007 | Pablo Cuevas           | Dominik Meffert    | 6:3, 6:4               |
| 2006 | Guillermo García-López | Albert Montañés    | 0:6, 6:3, 6:4          |
| 2005 | Melle van Gemerden     | Kristof Vliegen    | 6:4, 6:3               |
| 2004 | Peter Wessels          | Raemon Sluiter     | 7:5, 7:6(7)            |
| 2003 | Todd Larkham           | Diego Veronelli    | 7:6(4), 4:6, 6:4       |
| 2002 | Raemon Sluiter         | Salvador Navarro   | 7:6(6), 6:7(3), 7:6(4) |
| 2001 | Raemon Sluiter         | Paul-Henri Mathieu | 6:3, 6:4               |
| 2000 | Nicolas Coutelot       | Martín Rodríguez   | 6:3, krecz             |
| 1999 | Emilio Benfele Álvarez | Martin Verkerk     | 6:3, 3:6, 3:2 krecz    |
| 1998 | Junus al-Ajnawi        | Martín Rodríguez   | 6:3, 6:1               |
| 1997 | Ion Moldovan           | Salvador Navarro   | 3:6, 7:5, 6:2          |
| 1996 | Dennis van Scheppingen | Dominik Hrbatý     | 4:6, 6:3, 6:2          |
| 1995 | Jordi Arrese           | Andrei Pavel       | 6:3, 6:7, 6:4          |
| 1994 | Francisco Clavet       | Karol Kučera       | 3:6, 7:5, 6:2          |
| 1993 | Simon Youl             | Bart Wuyts         | 7:5, 1:6, 6:4          |

### Gra podwójna
| Rok  | Zwycięzcy                               | Finaliści                             | Wynik             |
| 2018 | Ruben Gonzales Nathaniel Lammons        | Luis David Martínez Gonçalo Oliveira  | 6:3, 6:7(8), 10–5 |
| 2017 | Sander Gillé Joran Vliegen              | Tomasz Bednarek Roman Jebavý          | 6:2, 4:6, 12–10   |
| 2016 | Wesley Koolhof Matwé Middelkoop         | Tallon Griekspoor Tim van Rijthoven   | 6:1, 3:6, 13–11   |
| 2015 | Ariel Behar Eduardo Dischinger          | Asłan Karacew Andriej Kuzniecow       | 0:0 krecz         |
| 2014 | Matwé Middelkoop Boy Westerhof          | Martin Fischer Jesse Huta Galung      | 6:4, 3:6, 10–6    |
| 2013 | Henri Kontinen Goran Tošić              | Ruben Gonzales Chris Letcher          | 6:4, 6:4          |
| 2012 | Antal van der Duim Boy Westerhof        | Rameez Junaid Simon Stadler           | 6:4, 5:7, 10–7    |
| 2011 | Colin Ebelthite Adam Feeney             | Rameez Junaid Sadik Kadir             | 6:4, 6:7(5), 10–7 |
| 2010 | Franco Ferreiro Harsh Mankad            | Rameez Junaid Philipp Marx            | 6:4, 3:6, 10–7    |
| 2009 | Lucas Arnold Ker Máximo González        | Thomas Schoorel Nick van der Meer     | 7:5, 6:2          |
| 2008 | Rameez Junaid Philipp Marx              | Matwé Middelkoop Melle van Gemerden   | 5:7, 6:2, 10–6    |
| 2007 | Raemon Sluiter Peter Wessels            | Rohan Bopanna Pablo Cuevas            | 7:6(6), 7:5       |
| 2006 | Guillermo García-López Salvador Navarro | Marc Gicquel Édouard Roger-Vasselin   | 6:4, 0:6, 11–9    |
| 2005 | Julien Benneteau Édouard Roger-Vasselin | Steve Darcis Kristof Vliegen          | 5:7, 7:5, 7:6(5)  |
| 2004 | Paul Logtens Raemon Sluiter             | Enzo Artoni Juan Pablo Brzezicki      | 6:2, 7:5          |
| 2003 | Fred Hemmes Jr. Edwin Kempes            | Óscar Hernández Salvador Navarro      | 3:6, 6:4, 6:3     |
| 2002 | Edwin Kempes Martin Verkerk             | Mariano Hood Sebastián Prieto         | 6:4, 6:4          |
| 2001 | Jordan Kerr Grant Silcock               | Brandon Coupe Tim Crichton            | 6:3, 6:4          |
| 2000 | Paul Hanley Nathan Healey               | Marcus Hilpert Thomas Strengberger    | 6:2, 1:6, 6:3     |
| 1999 | Ejal Ran Tom Vanhoudt                   | James Greenhalgh Paul Rosner          | 6:4, 6:4          |
| 1998 | Agustín Calleri Tobias Hildebrand       | Sebastián Prieto Martín Rodríguez     | 6:2, 3:6, 6:2     |
| 1997 | Álex Calatrava Tom Vanhoudt             | Raemon Sluiter Peter Wessels          | 6:7, 6:2, 7:6     |
| 1996 | Brandon Coupe Paul Rosner               | Martijn Bok Dennis van Scheppingen    | 6:1, 3:6, 6:0     |
| 1995 | Andrei Pavel Ejal Ran                   | Emilio Benfele Álvarez Jose Imaz-Ruiz | 6:4, 6:4          |
| 1994 | Marten Renström Mikael Tillström        | Stephen Noteboom Tom Vanhoudt         | 3:6, 7:5, 6:3     |
| 1993 | Nils Holm Lars-Anders Wahlgren          | Jacco Eltingh Paul Haarhuis           | 6:1, 6:2          |